# Veronica Hamel
Veronica Hamel (20 de noviembre de 1943) es una actriz, productora y exmodelo estadounidense.

## Carrera
Nacida en Filadelfia, Estados Unidos.  Veronica Hamel se graduó en Temple University, y comenzó su carrera en una compañía de modelos para ser descubierta por Eileen Ford. Su primer papel fue interpretando una modelo en Klute (1971). Ha tenido apariciones en los clásicos Cannonball (1976), con David Carradine, Beyond the Poseidon Adventure (1979), con Michael Caine, El día del fin del mundo (1980), con Paul Newman.

## Televisión
Comenzó a aparecer en televisión en 1975 en la serie Kojak, y también pasó como invitada en Joe Forrester (1975), Starsky y Hutch (1976-1977), The Rockford Files (1976), Family (1977), Dallas (1979). A partir de los años 80 y 90 actuó en algunas películas para televisión como Jacqueline Susann's Valley of the Dolls (1981), Pursuit (1989), Baby Snatcher (1991).
Su rol más renombrado es por su papel en la serie Hill Street Blues donde interpretó a Joyce Davenport, en 130 episodios. Joyce Davenport es una abogada, que es pareja del capitán de policía Francis Furillo, la serie fue un éxito y se emitió durante 7 temporadas entre (1981-1987).
En octubre de 2004, Hamel interpretó a Margo Shepard, en la serie de televisión Lost de la cadena ABC.

## Filmografía
- Klute (1974)
- Cannonball (1976)
- Beyond the Poseidon Adventure (1979)
- When Time Ran Out...  (1980)
- Hill Street Blues, serie de televisión (1981-1987)
- A New Life (1988)
- Taking Care of Business (1990)
- La fuerza de una promesa (1996)
- The Last Leprechaun (1998)
- Determination of Death (2002)
- Philly, serie de televisión (2002)
- Bone Eater, telefilm (2007)
- Lost, serie de televisión (2004-2010)